# 二(五氟苯基)氙
二(五氟苯基)氙是一种不稳定的有机氙化合物，化学式 Xe(C6F5)2。

## 结构
二(五氟苯基)氙是分子型的。它是单斜晶系的，空间群 P21/n。它的晶格参数为 a=13.635 Å b=8.248 Å c=11.511 Å和β =102.624°。
它的碳-氙-碳键几乎是直线（键角至少 175°）。两个碳-氙键分别为 2.35 和2.39 Å。一个五氟苯基相较于另一个五氟苯基，旋转了 72°。

## 性质
二(五氟苯基)氙在 −20 °C 以上分解，还会爆炸。

## 制备
二(五氟苯基)氙可以通过在−40 °C的二氯甲烷中进行以下的反应而成。反应可被四甲基氟化铵催化。
XeF2 + 2(CH3)3SiC6F5 → Xe(C6F5)2 + 2(CH3)3SiF
2C6F5XeF + Cd(C6F5)2 → Xe(C6F5)2 +CdF2

## 反应
二(五氟苯基)氙和氢氟酸反应，形成五氟苯基氟化氙 C6F5XeF。
在乙腈里，二(五氟苯基)氙的分解产物为十氟联苯 C6F5-C6F5 (C12F10) 和氙气。不过，在二氯甲烷中的分解产物主要是五氟苯。
二(五氟苯基)氙也会和汞反应，产生二(五氟苯基)汞。
它和碘反应，形成五氟碘苯 C6F5I。